# Пупышево (садоводческий массив)
Пу́пышево — садоводческий массив на территории Кисельнинского сельского поселения Волховского района Ленинградской области.

## Природные условия
Массив располагается на севере Волховского плато, на кипуйских высотах. Это восточная оконечность древнего берега Балтийского моря, где сформировалось огромное верховое болото. С этого водораздела стекают две небольшие речки — Чаженка на юг и Елена на север. При такой заболоченности, ранее в данной местности мало кто селился.

## История
В 1904 году был построен одноколейный участок железной дороги Санкт-Петербург — Званка (ныне город Волхов). Между станциями Званка и Войбокало был создан разъезд «Пупышьево» для целей обслуживания дороги. Руководил работами инженер путей сообщения Валерий Алексеевич Саханский, которого можно считать основателем Пупышева. 
В 1976 году в стране началось садоводческое движение и Пупышево стало одним из его лидеров. Садоводы-первопроходцы раскорчёвывали и осушали территорию, проложенные дороги были почти непроходимы для легкового автотранспорта.

## Современное состояние

### Инфраструктура
В массиве три главные дороги: Центральная, Смольнинская и Ждановская. Все они являются плохо проезжими. С 2021 года начато частичное асфальтирование дорог со стороны автодороги. К массиву проложена асфальтовая дорога от федеральной автомагистрали Р21 (E 105) «Кола» (Санкт-Петербург — Петрозаводск — Мурманск), проведено электричество. Домики в основном 6 х 5 метров, расположенные на участках по 6 соток. Централизованного водопровода нет, водоснабжение осуществляется колодцами и скважинами. Есть продовольственные и строительные магазины, кафе и медицинский пункт.

### Статистика
Массив Пупышево включает 69 ДНТ и СНТ, более 20 000 участков; в летний сезон население здесь достигает 80 000–100 000 человек. 80% собственников земли – петербуржцы.

## Транспорт
Проезд до Пупышева из Санкт-Петербурга на электричках с Ладожского или Московского вокзалов (от 1,5 часов в пути) в направлении «СПб — Мга — Волховстрой» до станций «Пл. 106 км» или «Пупышево».
Другой вариант — на автобусе до Пупышева от станции метро  «Улица Дыбенко» (время в пути в будние дни от 2 часов, в выходные от 4 до 6).
Действует автобусный маршрут, соединяющий райцентр Ленинградской области Волхов и восточную часть Пупышевского садоводческого массива.